# Université Toulouse-I-Capitole
Université Toulouse-I-Capitole är ett av tre universitet i Toulouse i sydvästra Frankrike. Universitetet är inriktat på samhällsvetenskap (juridik, statsvetenskap, ekonomi, administration etc.). Dess ordförande är Hugues Kenfack.

## Berömda alumner
- Louis Aliot, fransk politiker
- Bertrand Delanoë, fransk politiker
- Jean-Luc Moudenc, fransk politiker
- Jean Tirole, fransk nationalekonom